# Quartier de la Porte-Saint-Denis
Das Quartier de la Porte-Saint-Denis ist das 38. der 80 Quartiers (Stadtviertel) von Paris im 10. Arrondissement.

Die Stadtviertel im 10. Arrondissement

## Lage
Der Verwaltungsbezirk im 10. Arrondissement von Paris wird von folgenden Straßen begrenzt:
- Westen: Rue du Faubourg Poissonnière
- Norden: Rue de Chabrol
- Osten: Boulevard de Strasbourg
- Süden: Boulevard de Bonne Nouvelle und ein Teil vom Boulevard Saint-Denis

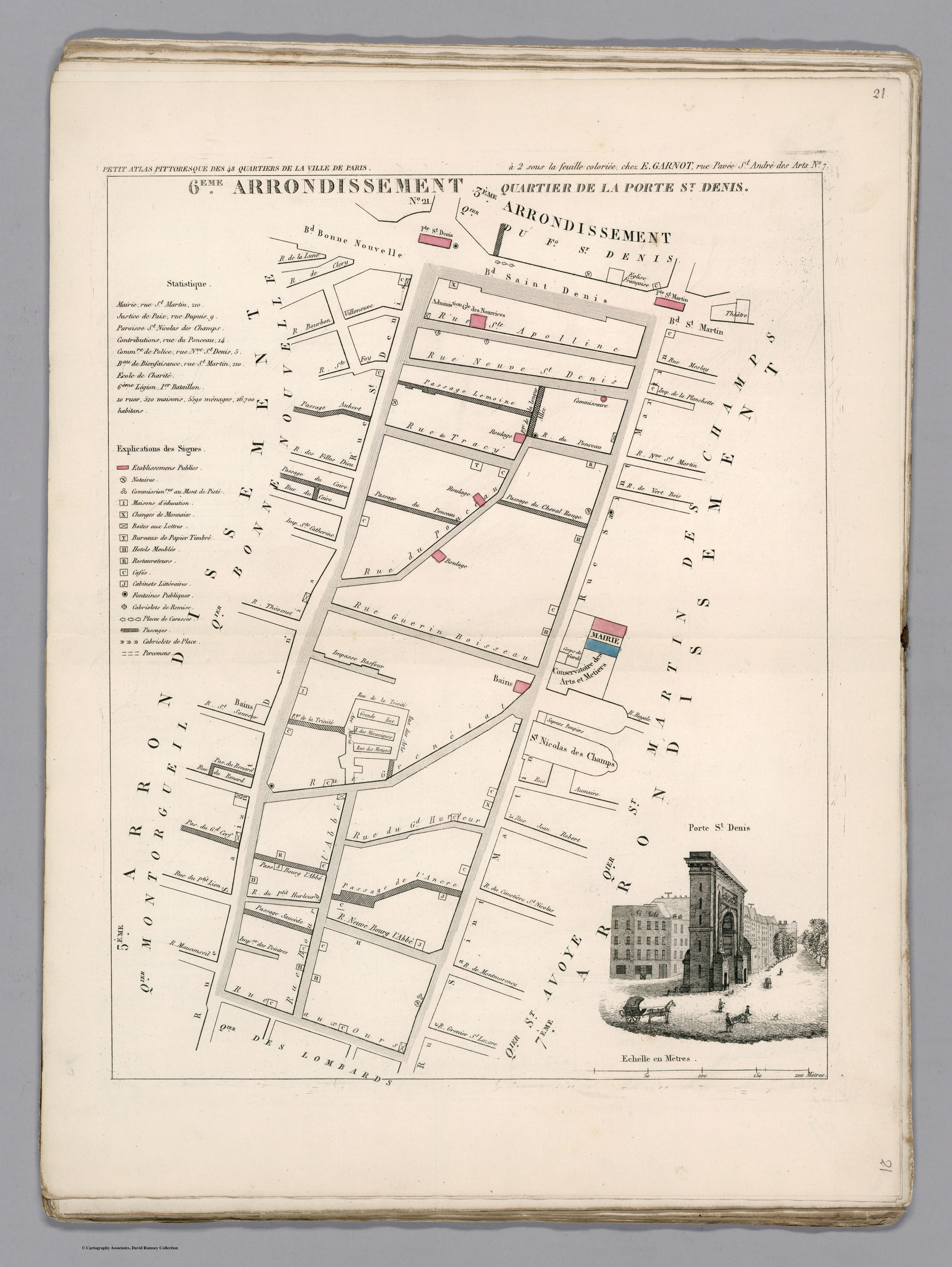
Plan des Quartier de la Porte Saint Denis in ehemaliges 6. Arrondissement von 1834

## Namensursprung
Die Porte Saint-Denis bildet im Süden ein „natürliches“ Einfallstor zu dem Viertel, weshalb es diesen Namen erhalten hat.

## Sehenswürdigkeiten
- Porte Saint-Denis
- Théâtre du Gymnase Marie Bell
- Musée du chocolat